# 杨敷 (北朝)
楊敷（？—571年或572年），字文衍，弘农郡华阴县（今陕西省华阴市）人，出自弘农杨氏越公房，北魏、西魏、北周官员。

## 生平
杨敷年少时有志气和节操，重视承诺，每次阅览书传，见到忠臣烈士的事迹，经常慷慨仰慕他们。北魏建义初年，杨敷袭祖父杨钧的爵位临贞县伯，食邑四百户，出任员外羽林监。大统元年（535年），杨敷出任奉车都尉，历任尚书左士郎中、祠部郎中、大丞相府墨曹参军、帅都督、平东将军、太中大夫，加抚军将军、通直散骑常侍。魏恭帝二年（555年），杨敷升任廷尉少卿，所判定的案件号称公平允当。
周孝闵帝登基后，杨敷晋爵为侯，增加食邑总计八百户，出任小载师下大夫，出使北豫州迎接归附的司马消难。返回后，杨敷出任使持节、蒙州诸军事、蒙州刺史。在此之前，蛮族等多接受北齐的官职，屡次叛乱。杨敷以诚意对待蛮族，展示信用，根据情况加以慰问安抚，蛮族等受到感动，相继归附北周。杨敷就将蛮族的首领四十多人送到京师，请求按北齐所授的职务给他们授官。各处蛮人更加感动喜悦，州内全境获得安宁。朝廷特意降下皇帝的诏书慰劳问候杨敷，杨敷加车骑大将军、仪同三司。保定年间，杨敷被征召回朝出任司水中大夫。各族的官员百姓，以及荆州总管长孙俭一起上表请求挽留他。当时朝廷商议想要东征，将委托杨敷负责船只运输的事务，所以没有答应。陈公宇文纯镇守陕州时，以杨敷出任总管长史。天和五年（570年），杨敷改任司木中大夫、军器副监。杨敷明白熟习官吏的事务，所在之处以勤劳明察而著名，每年奏课位居第一，多次获得丰厚的奖赏，升任骠骑大将军、开府仪同三司。
天和六年（571年），杨敷外任汾州诸军事、汾州刺史，晋爵为公，增加食邑一千五百户。同年六月，北齐将军段韶率领五万人包围定阳城，驾云梯和冲车，挖掘地道，日夜攻城。杨敷亲自面对飞箭大石，随时抵御，拒守数十日。段韶攻城更加急迫。当时城中士兵不满二千人，战死的已有十分之四到十分之五，粮食储备也用完了，公私都走投无路。段韶急切进攻，屠杀定阳的外城。当时段韶生病，他对兰陵王高长恭说：“这座城的三面都有两道水沟，都没有可走的路。只担心恐怕东南一条路，贼寇一定会从这里出来。应当挑选精兵专门防守此路，这样一定能捉住他们。”高长恭就派一千多名壮士埋伏在东南涧口。齐公宇文宪统帅所有部队去救援，因为忌惮段韶不敢前进。杨敷知道州城必然陷没，就召集他的部下告诉他们说:“我和你们都在边镇，确实愿意同心合力，打败贼军，保全州城。衹是强寇四面围攻时间已经很久，我们粮食已经用尽，救援已经断绝。为守穷城而死，不是大丈夫。如今尚有数百人能够打仗，想突围出战，死生在此一决。如果得以免死，还希望活着回去，在朝廷上接受罪责，比起死在敌人手里哪个好呢？我的主意已经决定了，各位的意见怎么样？”部下都痛哭流涕服从命令。杨敷就率领现存的士兵连夜出战，杀死齐军数十人，齐军士兵稍作退却。不久高长恭的伏兵攻击，将周军全部包围，杨敷拼死作战，箭用完了后被活捉。北齐正想要任用杨敷，杨敷没有屈服，于是因为忧愁愤慨在邺城去世。
天和七年（572年），周武帝亲政，杨敷的长子杨素因为父亲坚守节操陷落于北齐，没有受到朝廷的恩命，于是上表申诉。周武帝不许，杨素再三申请。周武帝大怒，命左右把杨素斩首。杨素大声说：“我侍奉无道天子，死是应该的。”周武帝认为杨素言辞勇壮，追赠杨敷使持节、大将军、淮广复三州诸军事、三州刺史，谥号忠壮。平定北齐后，杨家将杨敷葬于华阴家族旧墓。

## 赐姓
杨敷两个儿子杨操和杨戾的墓志中都记载被赐姓越勤氏，《古今姓氏书辩证》中也记载杨敷姓越勒氏，武汉大学历史学院硕士研究生谭秋含指出，勒为勤之讹，杨敷赐姓越勒氏可能在西魏末年魏后元年以前。

## 家庭

### 祖父
- 杨钧，北魏侍中、七兵尚书、北道大行台、恒州刺史、司空、临贞文恭公

### 父亲
- 杨暄，北魏辅国将军、谏议大夫、临贞忠公

### 兄弟姐妹
- 杨原，北周使持节、仪同大将军、□州刺史、同昌县开国男
- 杨济，北周敷城郡太守、华阴伯
- 杨氏，嫁北周骠骑大将军、开府仪同三司、中州刺史、武都烈公贺若敦

### 夫人
- 萧妙瑜，继室，梁武帝萧衍孙女，丞相、武陵贞献王萧纪长女，封淮南公主，又封千金郡君[12]

### 子女
- 杨素，隋朝上柱国、司徒、楚景武公
- 杨约，隋朝金紫光禄大夫、淅阳郡太守、修武县公
- 杨操，北周右胥附上士[13]
- 杨戾，第五子，北周华州主簿[13]
- 杨慎，隋朝义安侯
- 杨岳，隋朝万年县县令、苍山县公
- 杨氏，嫁隋朝上大将军、迁州刺史、武喜县公独孤陀